# Loose (S1mba)
Loose è un singolo del rapper britannico S1mba, pubblicato l'11 settembre 2020.
Il brano vede la partecipazione del rapper britannico KSI. 

## Pubblicazione
S1mba ha svelato il titolo e la cover del singolo il 3 settembre 2020, mentre il giorno successivo ha annunciato la partecipazione di KSI e la data di pubblicazione.

## Video musicale
Il video musicale è stato reso disponibile attraverso il canale YouTube di GRM Daily in concomitanza con l'uscita del singolo.

## Tracce
Testi e musiche di Leonard Simbarashe Rwodzi e Olajide Olatunji.
1. Loose – 2:32

## Successo commerciale
Loose ha debuttato nella Official Singles Chart alla 14ª posizione con 22 725 copie vendute, segnando l'esordio più alto la settimana. È diventata la seconda entrata in classifica per S1mba e l'ottava per KSI.

## Classifiche
| Classifica (2020) | Posizione massima |
| ----------------- | ----------------- |
| Irlanda           | 23                |
| Regno Unito       | 14                |